# Nicolas Capistrano
Nicolas Capistrano (Angat, 7 januari 1864 - ?) was een Filipijns politicus.

## Biografie
Nicolas Capistrano werd geboren op 7 januari 1864 in Angat in de Filipijnse provincie Bulacan. Na zijn opleiding aan het Colegio San Juan de Letran behaalde hij een Bachelor of Arts-diploma aan de University of Santo Tomas. In 1983 voltooide hij met succes een bachelor-opleiding rechten aan dezelfde onderwijsinstelling. In 1984 werd Capistrano toegelaten tot de Filipijnse balie. Van 1890 tot 1896 was hij directeur van een privéschool in Manilla. Aansluitend was hij van 1896 tot 1897 Registrar of Deeds van de provincie Misamis. Van 1899 tot 1901 leidde Capistrano revolutionaire regering in Misamis. Hij leidde in deze periode de revolutionaire troepen in de bergen van Misamis.  
Van 1901 tot 1906 was Capistrano aanklager (fiscal) voor de provincie Misamis. Van 1906 tot 1907 was hij raadslid van deze provincie. Bij de Filipijnse verkiezingen van 1909 werd Capistrano namens het 2e kiesdistrict van Misamis gekozen in het Filipijns Huis van Afgevaardigden. In 1912 werd hij herkozen. Bij de verkiezingen van 1916 werd Rodriguez namens het 11e Senaatsdistrict gekozen in de Senaat van de Filipijnen. Omdat hij in zijn district minder stemmen behaalde dan Jose Clarin, won hij een termijn van drie jaar tot 1919. 
Capistrano was getrouwd met Cecilia Trinidad.